# Kurdy Ilona
Kurdy Ilona (Szeged, 1951. október 31. – Budapest, 2007. február 23.) képzőművész. Szülei: dr. Kurdy László ügyvéd és dr. Kurdy Lászlóné született Szabó Ilona tanítónő.

## Munkássága
Miután elvégezte a budapesti Képző- és Iparművészeti Szakközépiskolát (1966-1970) magántanulmányokat folytatott szabadiskolákban. Szobrásznak tanult, ám mindinkább érdeklődött a festészet iránt. Alkotásainak formarendszerén megfigyelhető a keletiesen szecessziós stílus. Gyakran a misztikum világából kerülnek ki műveinek témái. A Százados úti Művésztelepen tanulta a festészetet Moldován Istvántól, a szobrászatot Kamotsay Istvántól, valamint Várady Sándortól. Mesterei között tudhatta még Borbás Tibor, Csíkszentmihályi Róbert és Laluja András szobrászművészeket, valamint Macskássy János grafikusművészt. Képeit egyéni technikával készíti, melyek a megtekintés szögétől függően más-más színben csillognak.

## Egyéni kiállítások
- 1982, I. kerületi Művelődési Ház, Budapest, a kiállítást megnyitotta Pogány Ö. Gábor művészettörténész;
- 1982, Kun Béla Művelődési Ház, Ózd, a kiállítást megnyitotta Várady Sándor;
- 1983, Budapesti Műszaki Egyetem Klubja, Budapest;
- 1983, Bástya Galéria, Budapest;
- 1985, I. kerületi Művelődési Ház, Budapest;
- 1985, Kun Béla Művelődési Ház, Ózd;
- 1985, Ipari Szerelvény és Gépgyár Művelődési Ház, Budakeszi, a kiállítást megnyitotta Várady Sándor;
- 1987, Metró Klub, Budapest, a kiállítást megnyitotta Szíj Rezső történész;
- 1987, Buda-Penta Galéria, Budapest, a kiállítást megnyitotta Kádár János Miklós festőművész, a megnyitón közreműködött Andorai Péter színművész, a kiállítás anyagát zsűrizte Moldován István és Kamotsay István;
- 1988, Kurhalle, Wien-Oberlaa;
- 1989, Fáklya Klub, Budapest, a kiállítást megnyitotta Dargay Attila filmrendező;
- 1989, Megyei Művelődési és Ifjúsági Központ, Szolnok, a kiállítást megnyitotta Szíj Rezső történész, a megnyitón közreműködött Újlaky László színművész;
- 1990, Buda-Penta Galéria, Budapest;
- 1992, Buda-Penta Galéria, Budapest;
- 1992, Dominikánus kerengő, Hotel Hilton, Budapest;
- 2003, Lincoln Galéria, Millennium Center, Budapest, a kiállítást megnyitotta Hargitay D. Dávid művészettörténész;
- 2005, Magyarok Háza, Bartók terem, Budapest, a kiállítást megnyitotta Szíj Rezső, történész, a művészt köszöntötte Kiss Imre, a Szent Korona Szövetség elnöke, vendég Benkő Dániel, lant- és gitárművész;

## Válogatott csoportos kiállítások
- 1995, Magyar Mezőgazdasági Múzeum, Budapest
- 2003, Műcsarnok - Antik Enteriőr Kiállítás, Budapest
- 2004, Inter Galéria - EroticArt kiállítás, Budapest
- 2005, Budapesti Temetkezési Intézet, A Csend Színei festmény pályázat I. díj

## Művek gyűjteményekben
- Ráday Múzeum, Kecskemét
- Református Egyházközösség gyűjteménye, Mosonmagyaróvár
- Szíj Rezső - Kovács Rózsa gyűjtemény
- Kecskemét: Kollégiumi Könyvtár Szíjj Rezső - Kovács Rózsa Tudományos és Művészeti Gyűjtemény